# Щитник зелёный древесный
Щитник зелёный древесный (лат. Palomena prasina) — вид клопов из семейства Настоящие щитники.

## Описание
Относительно крупный клоп с длиной тела 11—16 мм. Окраска однотонная, ярко-зелёная. Боковые края переднеспинки впереди прямые или слегка выемчатые. 2-й и 3-й членик усиков почти одинаковой длины.
В Европе впавшие в спячку в ноябре щитники просыпаются в апреле или мае. Самки откладывают яйца шестиугольными партиями от 25 до 30 штук, одна самка может откладывать от трех до четырёх партий. При опасности выделяет едкий запах.

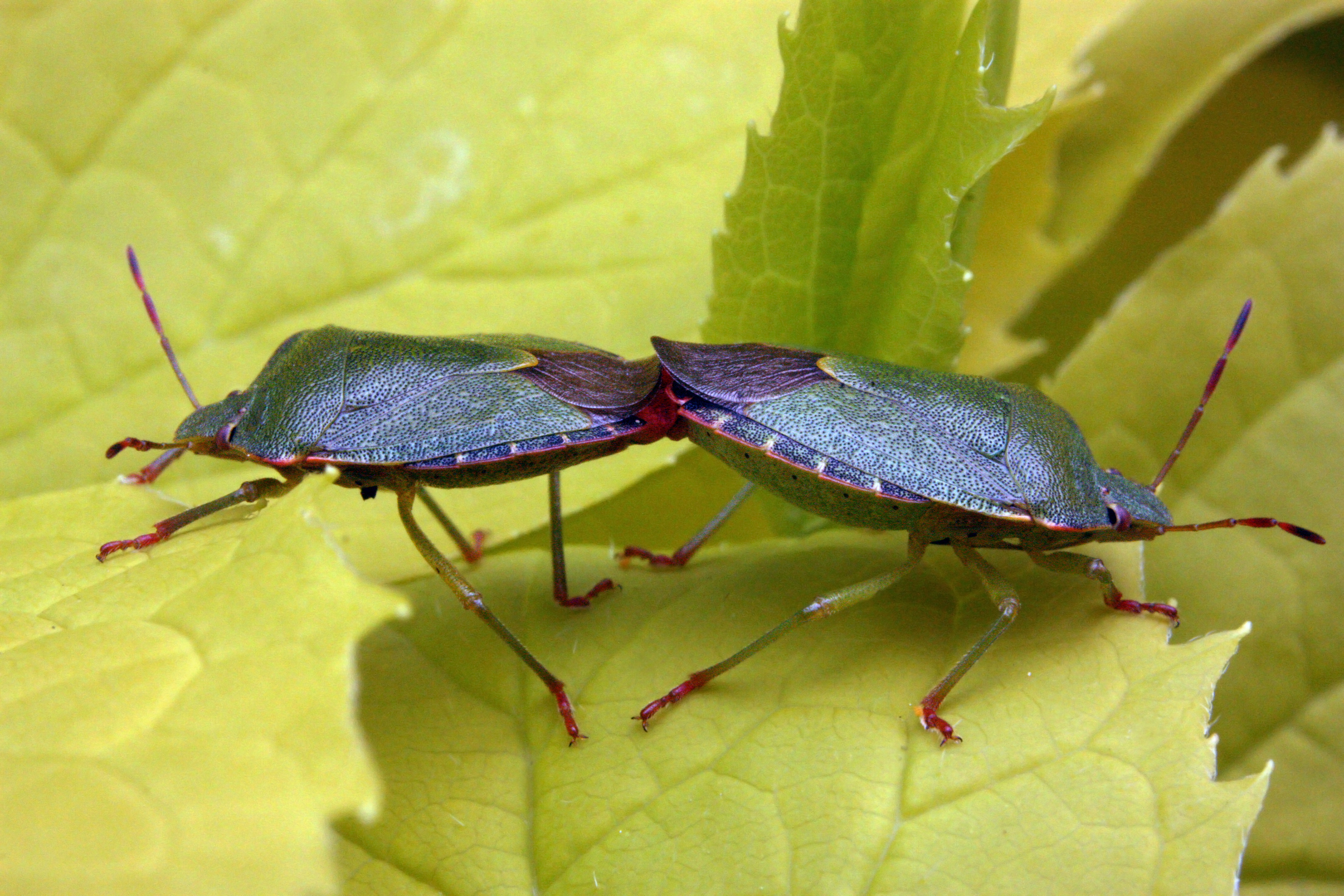
Спаривание
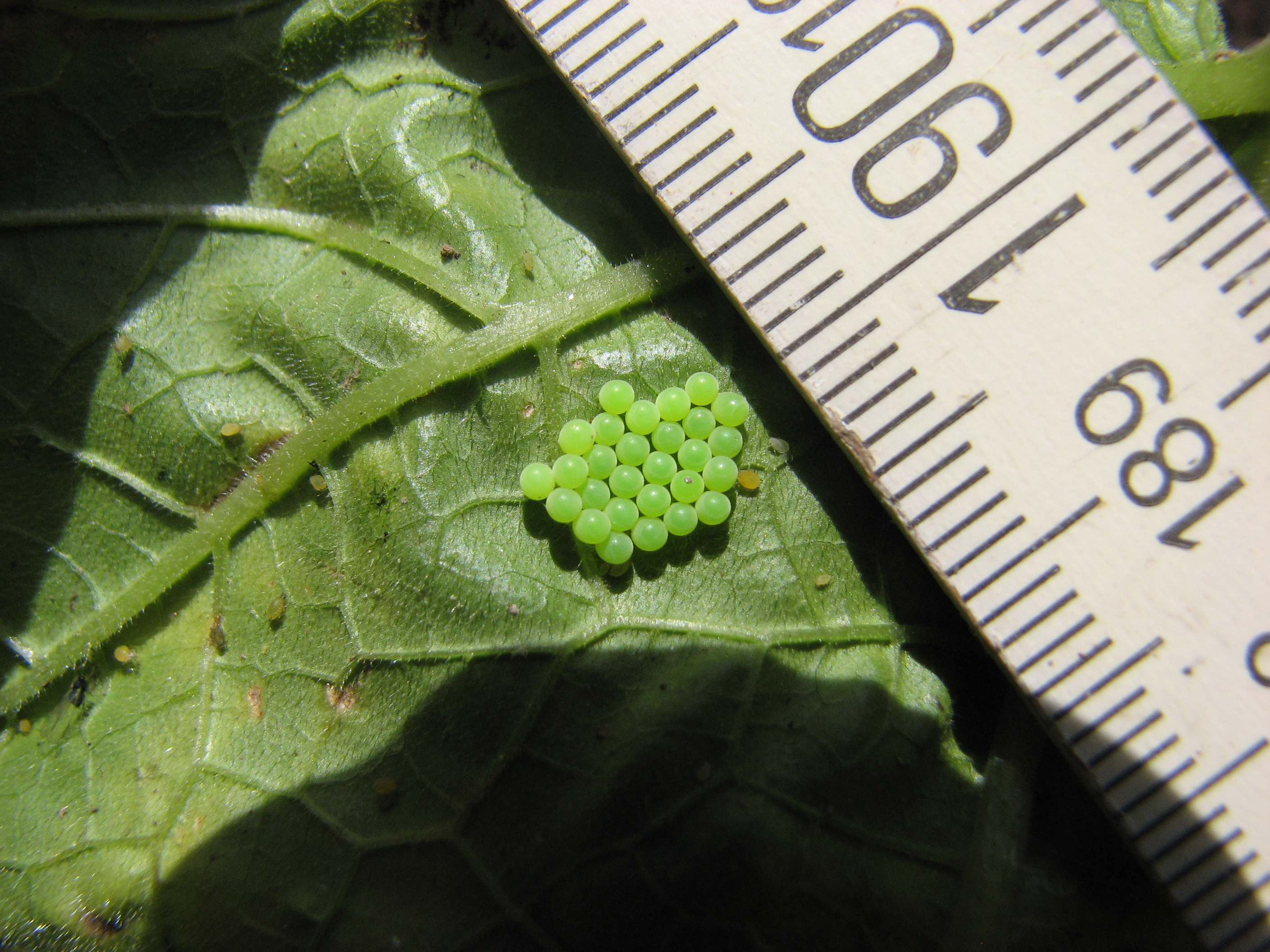
Яйца
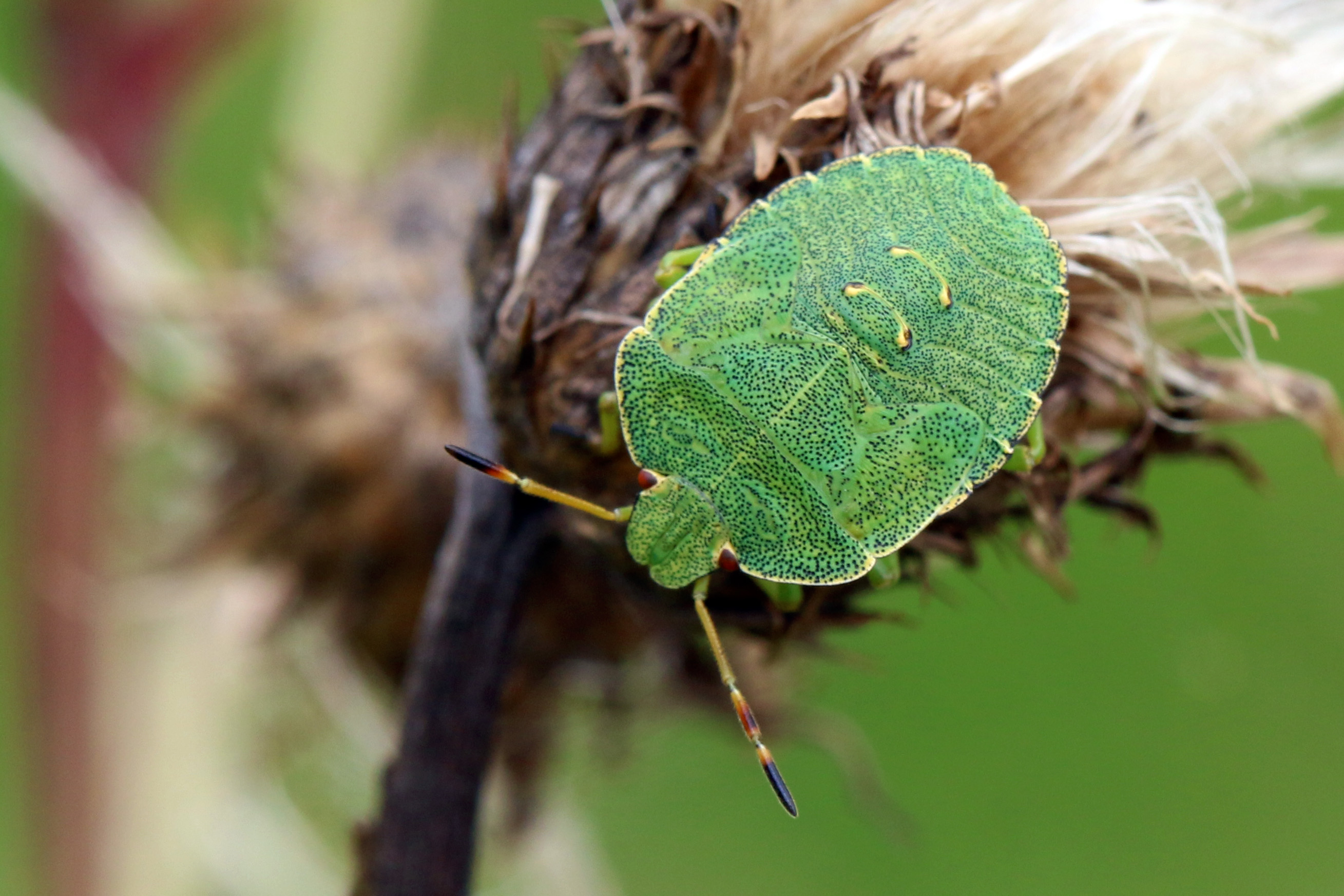
Нимфа на 4-й стадии развития
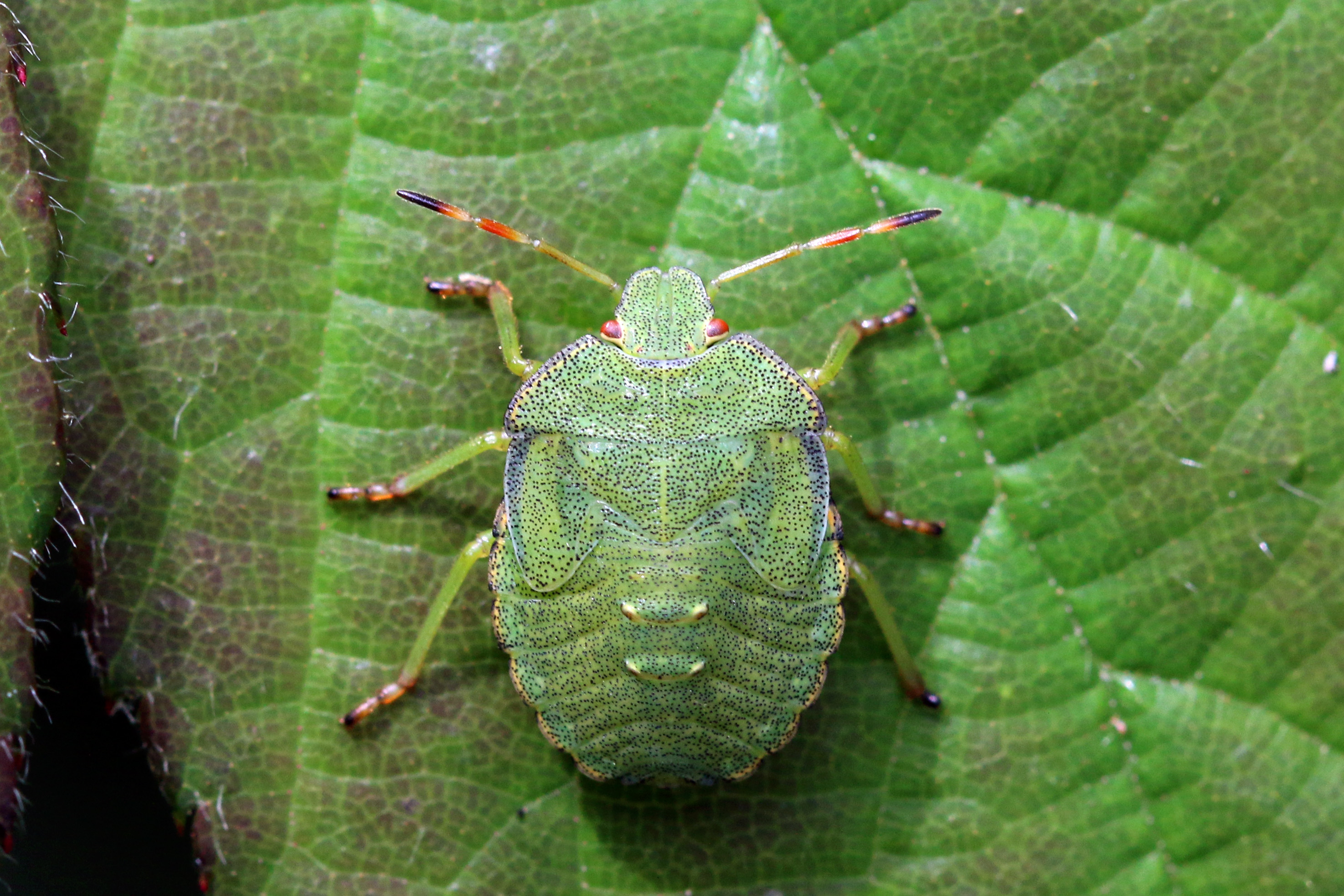
Нимфа на 5-й стадии развития
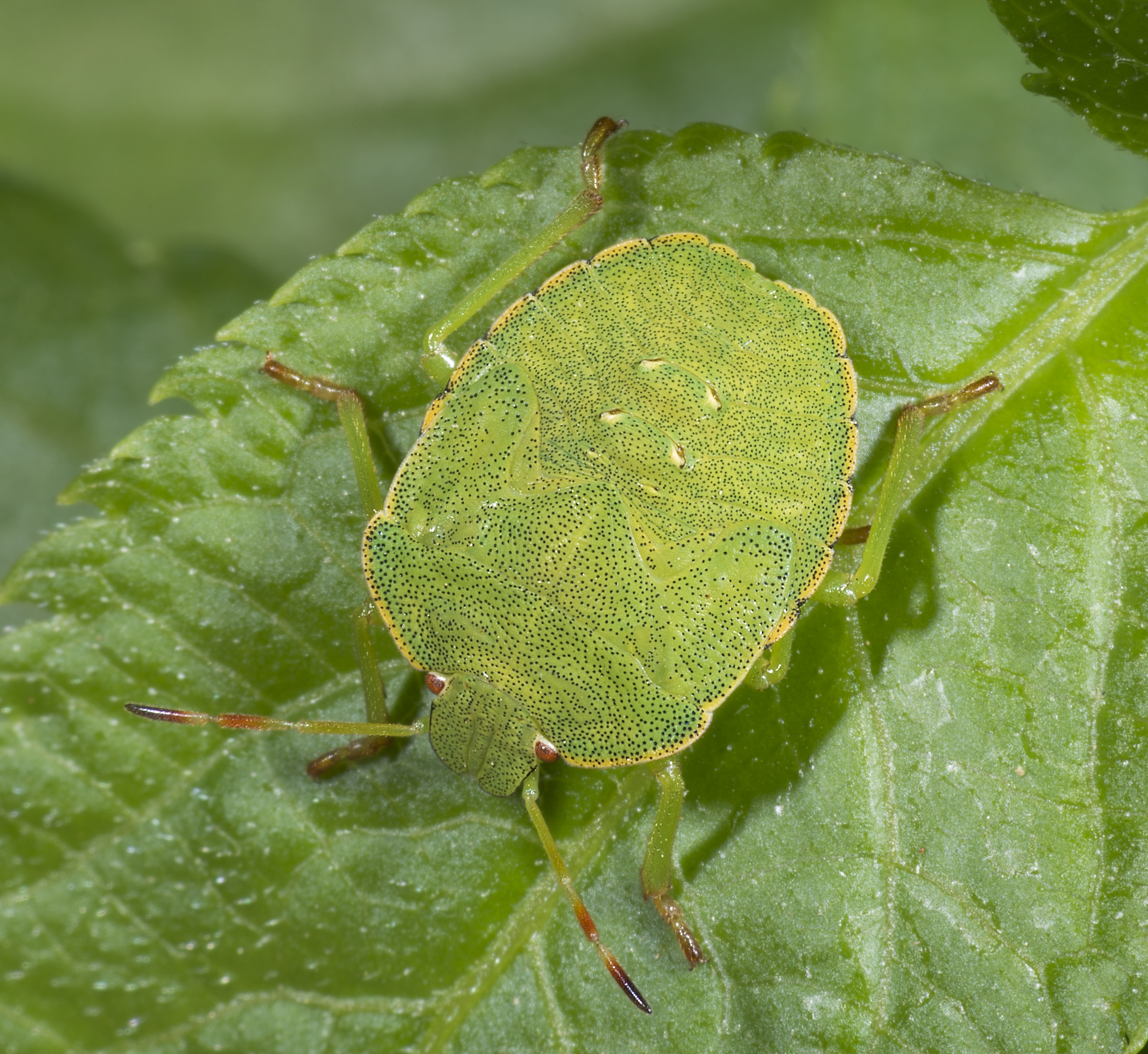
Нимфа на финальной стадии развития

## Биология
Поселяется на различных лиственных деревьях, а также на ягодных кустарниках (предпочитает малину) и в травянистых растениях. Питается животной и растительной пищей, иногда может вредить посевам хлебных злаков.
В качестве отпугивающего вещества щитник использует феромон метил (E, Z, Z) −2,4,6-декатриеноат.